# الطبقة ضفيرية الشكل الخارجية
طبقة الضفيرة الخارجية أو الطبقة ضفيرية الشكل الخارجية (بالإنجليزية: Outer plexiform layer / external plexiform layer)‏ هي منطقة المشبك العصبي الكيميائي العصبي في الشبكية.
طبقة الضفيرة الخارجية هي نتوءات من قضبان وأقماع تنتهي في كروي قضيب وعنق مخروطي، على التوالي. هذه تجعل التشابكات العصبية مع تشعبات الخلايا ثنائية القطب والخلايا الأفقية. في المنطقة البقعية، يُعرف هذا باسم الطبقة الليفية لهينلي.
تتألف من شبكة كثيفة من نقاط الاشتباك العصبي بين تغصنات الخلايا الأفقية من الطبقة النووية الداخلية والأجزاء الداخلية لخلية المستقبلات الضوئية من الطبقة النووية الخارجية، وهي أرق بكثير من طبقة الضفيرة الداخلية ، حيث تتشابك خلايا أماكرين مع خلايا العقدة الشبكية.
تقع نقاط الاشتباك العصبي في طبقة الضفيرة الخارجية بين نهايات الخلايا العصوية أو ألواح القدم المتفرعة للخلايا المخروطية والخلايا الأفقية. على عكس معظم أجهزة الجسم، تطلق الخلايا العصوية والمخروطية نواقل عصبية عندما لا تتلقى إشارة ضوئية.